# Reação quimicamente termolecular
Uma reação químicamente termomolecular é uma reação em que três moléculas diferentes participam da quebra e formação de ligações químicas. A reação é mediada por um complexo de colisão efêmera (HO2) formado a partir da colisão de duas moléculas (H, O2) que então reage após colidir com uma terceira molécula (H). Ela é a quarta classe de reações químicas.
As reações químicamente termo-moleculares foram hipotetizadas em 1920-30 por Cyril Norman Hinshelwood e Nikolay Nikolaevich Semenov em seus estudos de reações em cadeia (eles ganharam o Prêmio Nobel de Química de 1956).